# Навбахорський район

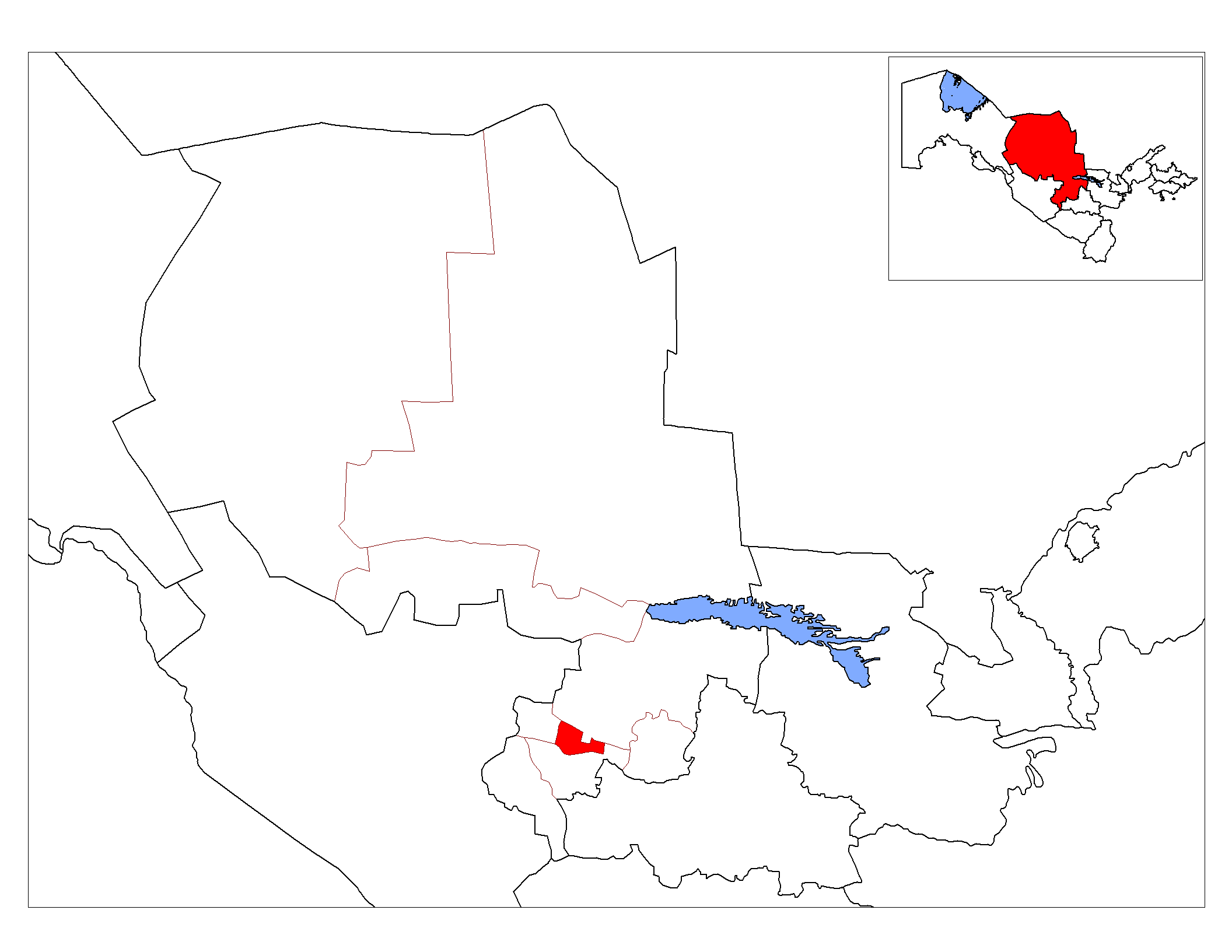
Розташування району в Навоїйській області.

Навбахорський район (узб. Навбаҳор тумани, Navbahor tumani) — район у Навоїйській області Узбекистану. Розташований на півдні області. Утворений 12 березня 1980 року. Центр — населений пункт Бешработ.
| Узбекистан | Це незавершена стаття з географії Узбекистану. Ви можете допомогти проєкту, виправивши або дописавши її. |